# 2010 KZ39
2010 KZ39 ist ein großes transneptunisches Objekt, welches bahndynamisch als entweder Detached Object, Resonantes KBO (6:11–Resonanz), Cubewano und auch allgemeiner als «Distant Object» eingestuft wird. Aufgrund seiner Größe ist der Asteroid ein Zwergplanetenkandidat.

## Entdeckung
2010 KZ39 wurde am 21. Mai 2010 von einem polnisch-amerikanischen Astronomenteam bestehend aus Andrzej Udalski, Scott Sheppard, Michał Krzysztof Szymański und Chad Trujillo mit dem 1,3–m–Teleskop der Warschauer Universität am Las-Campanas-Observatorium (Chile) entdeckt. Die Entdeckung wurde am 8. Juni 2010 bekanntgegeben.
Der Beobachtungsbogen des Asteroiden beginnt mit der offiziellen Entdeckungsbeobachtung im Mai 2010. Im April 2017 lagen insgesamt lediglich 28 Beobachtungen über einen Zeitraum von knapp zwei Jahren vor. Die bisher letzte Beobachtung wurde im März 2012 – ebenfalls am Las-Campanas-Observatorium – durchgeführt. (Stand 5. Februar 2019)

## Eigenschaften

### Umlaufbahn
2010 KZ39 umkreist die Sonne in 307,49 Jahren auf einer leicht elliptischen Umlaufbahn zwischen 43,05 AE und 48,06 AE Abstand zu deren Zentrum. Die Bahnexzentrizität beträgt 0,055, die Bahn ist 26,03° gegenüber der Ekliptik geneigt. Derzeit ist der Planetoid 46,01 AE von der Sonne bzw. 46,52 AE von der Erde entfernt. Das Perihel durchläuft er das nächste Mal 2102, der letzte Periheldurchlauf dürfte also im Jahre 1794 erfolgt sein.
Das Minor Planet Center führte ihn als Cubewano und nun allgemein als «Distant Object», wogegen Marc Buie (DES) den Planetoiden dagegen als erweitertes SDO (ESDO bzw. DO) einstuft; Möglicherweise steht der Planetoid jedoch in einer 6:11-Resonanz mit Neptun, dies bedarf aber noch weiterer Beobachtung, da die bisher bekannten Bahnparameter noch zu unsicher sind.

### Größe
Derzeit wird von einem Durchmesser von etwa 574 km ausgegangen, basierend auf einem Rückstrahlvermögen von 9 % und einer absoluten Helligkeit von 4,5 m. Da das Rückstrahlvermögen noch nicht bestimmt werden konnte, wären aber auch Größen von 420 bis 940 km möglich, wenn man von Albedowerten zwischen 0,25 und 0,05 ausginge. Die scheinbare Helligkeit von 2010 KZ39 beträgt 20,75 m.
Da anzunehmen ist, dass sich 2010 KZ39 aufgrund seiner Größe im hydrostatischen Gleichgewicht befindet und somit weitgehend rund sein muss, sollte er die Kriterien für eine Einstufung als Zwergplanet erfüllen. Mike Brown geht davon aus, dass es sich bei 2010 KZ39 um wahrscheinlich einen Zwergplaneten handelt.
| Jahr                                         | Abmessungen km | Quelle              |
| -------------------------------------------- | -------------- | ------------------- |
| 2005                                         | 666,04         | LightCurve DataBase |
| 2018                                         | 702,0          | Johnston            |
| 2018                                         | 574,0          | Brown               |
| Die präziseste Bestimmung ist fett markiert. |                |                     |